# Gina Gallego
Georgina Marie (Gina) Gallego (Los Angeles, 30 oktober 1955) is een Amerikaanse actrice die twee jaar Santana Andrade speelde in de soapserie Santa Barbara. 
Hoewel de familie van Gallego al een aantal generaties in Californië woont, is zij oorspronkelijk van Mexicaanse afkomst. Als actrice speelde Gallego terugkerende of vaste televisierollen in Flamingo Road, Rituals, Generations en The Bold and the Beautiful. Daarnaast speelde zij gastrollen in verschillende televisieseries en was zij te zien in een aantal televisiefilms en miniseries.
Gallego woont met haar man, acteur Joel Bailey, en hun zoon in Californië.
- Biblioteca Nacional de España: XX4965663
- International Standard Name Identifier: 0000 0001 2313 1394
- Virtual International Authority File: 172846977
- WorldCat: E39PBJjmX8KbGRHTPfYRmb9v73